# Thanh Thúy (diễn viên sinh 1982)
Lê Thị Thanh Thúy, thường được biết đến với nghệ danh Thanh Thúy (sinh ngày 19 tháng 8 năm 1982), là một nữ diễn viên, người dẫn chương trình truyền hình, doanh nhân kiêm nhà sản xuất điện ảnh người Việt Nam.

## Tiểu sử
Thanh Thúy tên đầy đủ Lê Thị Thanh Thúy  (sinh ngày 19 tháng 8 năm 1982), cô sinh ra và lớn lên trong một gia đình Công giáo dòng tại Thành phố Hồ Chí Minh. Cô tốt nghiệp khoa Diễn viên điện ảnh – kịch nói của trường Cao đẳng Sân khấu - Điện ảnh TP HCM.
Ngày 19 tháng 5 năm 2008, cô kết hôn với diễn viên và nhà làm phim Đỗ Đức Thịnh. Cô có hai người con là Đỗ Thiên Phúc và Đỗ Thiên Phú.

## Sự nghiệp
Thanh Thúy, một gương mặt diễn viên khiến người xem nhớ mãi trong bộ phim truyền hình gây nhiều tiếng vang Vòng xoáy tình yêu đã làm nên một sự nghiệp “đầy đặn” cho mình. Với lối diễn xuất tự nhiên, cảm xúc và hiểu số phận nhân vật đã tạo được dấu ấn qua hàng loạt các bộ phim truyền hình như: Tình yêu còn lại, Niềm đau chôn dấu, Bão mùa hè, Blouse trắng… và các phim điện ârh như: Những cô gái chân dài, Giải phóng Sài Gòn, Vũ điệu tử thần, Siêu sao siêu ngố, siêu quậy có bầu...
Khán giả ghi nhận và cái tên Thanh Thúy cứ như thế trở thành sự lựa chọn hàng đầu của nhiều đạo diễn, biên kịch phim truyền hình thời bấy giờ.
Thanh Thúy từng là cái tên ăn khách, hết sức quen thuộc một thời tại sân khâu kịch Phú Nhuận thông qua các vở kịch nổi tiếng như: Chí Phèo, Con gái ngài giám đốc, Tượng đá thủy chung, Người mẫu nhí, Mướn chồng, Chuyện lạ...
Năm 2013, Thanh Thuý tham gia 2 chương trình truyền hình thực tế ăn khách lúc bấy giờ là Bước nhảy hoàn vũ và Cặp đôi hoàn hảo. Thanh Thuý cùng Dương Triệu Vũ đã xuất sắc giành giải quán quân Cặp đôi hoàn hảo 2013.
Tất cả đều đã được chứng minh qua sự thành công của bộ phim điện ảnh mà lần đầu tiên hai vợ chồng Thanh Thúy – Đức Thịnh sản xuất, đó là Ma dai và sau đó là Taxi, Em tên gì?.
Ngoài nổi tiếng với vai trò là diễn viên và nhà sản xuất, Thanh Thuý thử sức với vai trò MC ở một số sự kiện giải trí, sự kiện gây quỹ, đêm nhạc (Liveshow) và các chương trình truyền hình như: Câu chuyện truyền cảm hứng, Mẹ chồng nàng dâu…
Hơn 20 năm trong nghề, Thanh Thúy đã có được các giải thưởng như Giải Mai Vàng do báo Người lao động bình chọn vào năm 2002 và 2004, HCV Liên hoan sân khấu chuyên nghiệp toàn quốc vào năm 2007, HTV Awards lần thứ 3: Giải Nghệ sĩ kịch nói và Nữ diễn viên chính, Giải Nữ diễn viên xuất sắc thể loại phim video tại LHP VN lần thứ 14 (vai bác sĩ Hồng Hải trong phim Mùa sen).
Năm 2014, vợ chồng Thanh Thúy - Đức Thịnh mở công ty sản xuất phim với dự án đầu tay Ma dai. Đức Thịnh làm đạo diễn còn Thanh Thúy giữ vai trò sản xuất. Bộ phim đầu tay thành công khiến vợ chồng cô quyết tâm theo đuổi công việc làm phim. Các bộ phim điện ảnh Thanh Thúy sản xuất: Già gân mỹ nhân và găng tơ, Taxi, em tên gì?, Sứ mệnh trái tim, Siêu sao siêu ngố, Trạng Quỳnh... và các phim truyền hình như: Cây búa mùa bạc, Nghi phạm, Biệt thự mù sương, Trái tim nhân hậu, Sứ mệnh trái tim...đều đạt được thành công và tiếng vang nhất định. Đặc biệt, năm 2018 công ty làm phim của Đức Thịnh, Thanh Thúy xác lập kỉ lục Top 4 phim có doanh thu cao nhất mọi thời đại với phim "Siêu sao siêu ngố" đạt doanh thu 100 tỷ. Gần đây, dù bộ phim "Trạng Quỳnh" đang gây tranh cãi về nội dung và ekip vướng ồn ào với diễn viên Trấn Thành, nhưng phim cũng đã thu hơn 70 tỷ chỉ sau vài ngày công chiếu dịp Tết Nguyên đán. 
Năm 2023, cô thủ vai Yên Đan trong phim Hoa vương. Đây là bộ phim đánh dấu sự trở lại của cô sau 8 năm vắng bóng màn ảnh nhỏ.  
Ngoài ra, Thanh Thúy đã sáng lập nên một trung tâm đào tạo nghệ thuật giảng dạy các môn năng khiếu như diễn xuất, nhảy, hát, MC... Ngoài là người sáng lập và điều hành thì Thanh Thúy cũng có tham gia giảng dạy tại trung tâm.

## Giải thưởng
| Năm  | Giải thưởng                                | Hạng mục                                  |
| ---- | ------------------------------------------ | ----------------------------------------- |
| 2002 | Giải Mai Vàng                              | Nữ diễn viên điện ảnh – truyền hình       |
| 2004 | Giải Mai Vàng                              | Nghệ sĩ kịch nói                          |
| 2004 | Liên hoan phim Việt Nam lần thứ 14         | Nữ diễn viên xuất sắc thể loại phim video |
| 2007 | Liên hoan sân khấu chuyên nghiệp Toàn quốc | Huy chương vàng                           |
| 2009 | HTV Awards Lần thứ 3                       | Nữ diễn viên chính                        |
| 2009 | HTV Awards Lần thứ 3                       | Nghệ sĩ kịch nói                          |
| 2013 | Cặp đôi hoàn hảo                           | Quán quân                                 |
| 2020 | Ơn giời! Cậu đây rồi                       | Cup giải nhất                             |

## Danh sách phim

### Truyền hình
| Năm  | Tựa phim                         | Vai diễn      | Đạo diễn                         | Kênh       |
| ---- | -------------------------------- | ------------- | -------------------------------- | ---------- |
| 2002 | Blouse trắng                     | Bác Sĩ Vân    | Trần Mỹ Hà                       | HTV7       |
| 2002 | Mùa sen                          | Hải           | Võ Tấn Bình                      | HTV7       |
| 2003 | Chuyện vui ngày tết              | Thư Ký Dung   | Trần Quang Đại                   | HTV7       |
| 2004 | Những tình huống gia đình        |               |                                  | HTV7       |
| 2005 | Lẵng hoa tình yêu                | Đào           | Vinh Hương                       | HTV9       |
| 2005 | Vòng xoáy tình yêu               | Na            | Vũ Trường Khoa / Trần Quang Đại  | HTV7       |
| 2005 | Niềm đau chôn giấu               | Mận           | Trần Hoài Sơn                    | HTV7       |
| 2006 | Chuyện ngày xưa: Chú gà mặt trời | Sơn Ca        | NSND Hồng Vân - Thế Vinh         | HTV7       |
| 2006 | Chuyện ngày xưa: Nàng út ống tre | Nàng út       | NSND Hồng Vân - Thế Vinh         | HTV7       |
| 2007 | Nắng vài dữ                      | Anh Thư       | Hoàng Lưu Thịnh                  | HTV9       |
| 2007 | Thiên đường tình yêu             |               | Nguyễn Danh Dũng                 | HTV7       |
| 2008 | Tình yêu còn lại                 | Lam           | Trần Quang Đại                   | HTV9       |
| 2008 | Cho em một ngày vui              | Thùy          | Bùi Huy Thuần                    | VTV3       |
| 2008 | Lọ Lem thời @                    | Diễm Hằng     | Trần Ngọc Phong                  | HTV9       |
| 2008 | Sau ánh hào quang                | Dung          | Nguyễn Danh Dũng                 | Let’s Viet |
| 2010 | Nhiệm vụ đặc biệt                | Quỳnh         | Bùi Tuấn Dũng                    | HTV9       |
| 2010 | Mẹ chồng nàng dâu                | Thủy          | Đặng Lưu Việt Bảo                | THVL1      |
| 2010 | Những ông bố độc thân            | Diễm Hương    | Nguyễn Thanh Vân                 | HTV9       |
| 2010 | Những bông hồng xanh             | An            | Lê Quang Hưng                    | HTV9       |
| 2011 | Vòng tròn cạm bẫy                | Ngọc Hà       | Bùi Tuấn Dũng                    | VTV1       |
| 2012 | Ông xã vạn tuế                   | Thư Kỳ        | Đặng Lưu Việt Bảo                | THVL1      |
| 2012 | Làn môi trong mưa                | Hằng          | Đỗ Đức Thịnh                     | VTV6       |
| 2012 | Mơ hoang                         | Như Thảo      | Võ Việt Hùng                     | THVL1      |
| 2013 | Bão mùa hè                       | Thuỳ An       | Đỗ Đức Thịnh                     | HTV7       |
| 2013 | Lệch pha                         | Hiền          | Xuân Cường                       | Let’s Viet |
| 2014 | Gia đình ngũ quả (phần 1)        | Nguyễn Đu Đủ  | Trần Toàn                        | THVL1      |
| 2014 | Cây búa mùa bạc                  | Nương         | Đỗ Đức Thịnh                     | VTV3       |
| 2015 | Nhà chung                        | Ái Linh       | Quốc Thuận                       | VTV9       |
| 2015 | Gia đình ngũ quả (phần 2)        | Nguyễn Đu Đủ  | Trần Toàn                        | THVL1      |
| 2023 | Hoa vương                        | Yên Đan       | Đỗ Phú Hải / Hoàng Trần Minh Đức | VieON      |
| 2023 | Dưới một mái nhà                 | Cô giáo Thanh | Nguyễn Minh Cao                  | THVL2      |
| 2024 | Tiểu tam không có lỗi?           | Hồng Nhung    | Trần Bửu Lộc                     | VieON      |

### Điện ảnh
| Năm  | Tựa phim                | Vai diễn    | Đạo diễn        |
| ---- | ----------------------- | ----------- | --------------- |
| 2002 | Lưới trời               | Hương       | Phi Tiến Sơn    |
| 2004 | Những cô gái chân dài   | Học sinh    | Vũ Ngọc Đãng    |
| 2005 | Giải phóng Sài Gòn      | Út Liên     | Long Vân        |
| 2007 | Vũ điệu tử thần         | Hằng Nga    | Bùi Tuấn Dũng   |
| 2016 | Chờ em đến ngày mai     | (Khách mời) | Đinh Tuấn Vũ    |
| 2018 | Siêu sao siêu ngố       | Phụng Anna  | Đức Thịnh       |
| 2019 | Siêu quậy có bầu        | Hảo         | Nguyễn Quốc Duy |
| 2020 | Người cần quên phải nhớ | Uyên        | Đức Thịnh       |

### Phim ngắn
| Năm  | Tựa phim           | Thể loại                 | Vai diễn        | Phát sóng                    |
| ---- | ------------------ | ------------------------ | --------------- | ---------------------------- |
| 2001 | Bão rừng           | Phim ngắn truyền hình    | Diệu            | VTV1                         |
| 2012 | Vẫn đợi em về      | Phim ngắn (Phim ca nhạc) | Dì Út           | T Production                 |
| 2017 | Yêu như ngày đầu   | Phim ngắn                | Thanh Thúy      | Madboi House & VTV3          |
| 2022 | Mộng chiều xuân    | MV                       | Ca sĩ           | Youtube Thanh Thuý Đức Thịnh |
| 2023 | Chủ tịch giao hàng | Web drama                | Bà bán nước mía | Youtube Trường Giang         |

## Danh sách kịch

### Kịch nói
- Cánh đồng gió (vai diễn đạt Huy chương vàng Liên hoan sân khấu chuyên nghiệp toàn quốc)[8]
- Giữa hai bờ sương khói (vai diễn đạt giải Mai Vàng cho nghệ sĩ kịch nói)
- Chí Phèo
- Con gái ngài giám đốc
- Tượng đá thủy chung
- Người mẫu nhí
- Mướn chồng
- Chuyện lạ
- Nhân danh công lý
- Kẻ quấy rối[9]
- Nàng út ống tre
- Chú gà mặt trời
- Ba Giai Tú xuất
- Ngôi nhà hoang (Ma 2)
- Căn hộ 404
- Thực và mộng
- Ghen tuông kỳ cục án
- Xin anh hãy ngủ với vợ em!
- Làm người ai làm thế!
- Và nhiều vở kịch khác

### Hài kịch
- Em đi mẫu giáo (Gala cười 2003)
- Em đi chùa hương (Gala cười 2003)
- Chuyện thật giả (Gala cười 2003)
- Yêu đời (Gala cười 2004)
- Vui như Tết (Gala cười 2004)
- Mất quần (Gala cười 2005)
- Quán phở hạnh phúc (Gala cười 2005)
- Ôi hành dân (Gala cười 2011)
- Nắng có còn xuân (2013)
- Mối tình xưa (2015)
- Ông bố khó tính nhưng thương con (2020) - Tiểu phẩm tại Ơn giời! Cậu đây rồi!

## Nhà sản xuất
Năm 2013, Thanh Thúy chính thức chuyển sang làm sản xuất phim. Khi ấy, nhiều người từng đùa Thanh Thúy rằng, chắc sợ hết thời nên đổi nghề. Không phủ nhận mà Thanh Thúy còn nói vui rằng: không bao giờ để mình rơi vào cảnh hết thời.
Khởi đầu là những phim truyền hình như Làn môi trong mưa (30 tập), Bão mùa hè (30 tập), Yêu đến tận cùng (30 tập) được phát sóng trên khung giờ vàng của HTV và các đài truyền hình trong cả nước… Với “gu” nhẹ nhàng và lãng mạn, đạo diễn Đức Thịnh đã tạo ra sự khác biệt trong mỗi tác phẩm. Điều đáng kể nữa là các bộ phim này đều có bối cảnh đẹp, hình ảnh chỉn chu, dàn diễn viên diễn xuất tốt...
Sau thành công của các phim truyền hình, Công ty giải trí Thiên Phúc (TP Entertainment) của Thanh Thúy tiếp tục lấn sân sản xuất phim chiếu rạp. Ma dai, Mỹ nhân, già gân và găng tơ, Chờ em đến ngày mai, Taxi em tên gì? Sứ mệnh trái tim, Siêu sao siêu ngố và hiện đang thực hiện nhiều bộ phim điện ảnh khác.
Năm 2014, vợ chồng Thanh Thúy - Đức Thịnh mở công ty sản xuất phim với dự án đầu tay Ma dai. Đức Thịnh làm đạo diễn còn Thanh Thúy giữ vai trò sản xuất. Bộ phim đầu tay thành công khiến vợ chồng cô quyết tâm theo đuổi công việc làm phim. Các bộ phim điện ảnh Thanh Thúy sản xuất: Già gân mỹ nhân và găng tơ, Taxi, em tên gì?, Sứ mệnh trái tim, Siêu sao siêu ngố, Trạng Quỳnh... và các phim truyền hình như: Cây búa mùa bạc, Nghi phạm, Biệt thự mù sương, Trái tim nhân hậu, Sứ mệnh trái tim...đều đạt được thành công và tiếng vang nhất định. 
Đầu năm 2018, công ty làm phim của Đức Thịnh, Thanh Thúy xác lập kỉ lục Top 4 phim có doanh thu cao nhất mọi thời đại với phim "Siêu sao siêu ngố" đạt doanh thu 100 tỷ. Gần đây, dù bộ phim "Trạng Quỳnh" đang gây tranh cãi về nội dung và ekip vướng ồn ào với diễn viên Trấn Thành, nhưng phim cũng đã thu hơn 70 tỷ chỉ sau vài ngày công chiếu dịp Tết Nguyên đán. 
Ngoài ra, Thanh Thúy đã sáng lập nên một trung tâm đào tạo nghệ thuật giảng dạy các môn năng khiếu như diễn xuất, nhảy, hát, MC... Ngoài là người sáng lập và điều hành thì Thanh Thúy cũng có tham gia giảng dạy tại trung tâm.

## Chương trình truyền hình
| Năm  | Thể loại | Chương trình                  | Vai trò   |
| ---- | -------- | ----------------------------- | --------- |
| 2007 | Gameshow | Tam sao thất bản              | Khách mời |
| 2011 | Gameshow | Bước nhảy hoàn vũ             | Thí sinh  |
| 2013 | Gameshow | Cặp đôi hoan hảo              | Thí sinh  |
| 2016 | Gameshow | Siêu nhí tranh tài            | Giám khảo |
| 2017 | Gameshow | Là vợ phải thế                | Khách mời |
| 2017 | Gameshow | Gia đình tài năng             | Giám khảo |
| 2018 | Talkshow | 1 tiếng kể hết                | Khách mời |
| 2018 | Gameshow | Sao hỏa sao Kim               | Khách mời |
| 2019 | Talkshow | Câu chuyện truyền cảm hứng    | MC        |
| 2019 | Talkshow | Nghìn lẻ một chuyện           | Khách mời |
| 2019 | Gameshow | Gương mặt thân quen           | Giám khảo |
| 2020 | Gameshow | Khuôn mặt đáng tin            | Khách mời |
| 2020 | Gameshow | Tâm đầu ý hợp                 | Khách mời |
| 2020 | Gameshow | Ơn giời! Cậu đây rồi          | Diễn viên |
| 2021 | Talkshow | Tâm sự mẹ bỉm sữa             | Khách mời |
| 2021 | Gameshow | Ola Cô Thuý                   | Host      |
| 2022 | Gameshow | Mẹ vắng nhà – Ba là siêu nhân | Khách mời |
| 2022 | Gameshow | Mẹ chồng nàng dâu             | MC        |
| 2022 | Gameshow | Hành lý tình yêu              | Khách mời |
| 2022 | Gameshow | Ông bố hoàn hảo               | Giám khảo |

- Và nhiều chương trình khác